# Bryce Miller
Bryce Miller (ur. 26 lipca 1982 roku w Honolulu) – amerykański kierowca wyścigowy.

## Kariera
Miller rozpoczął karierę w międzynarodowych wyścigach samochodowych w 1998 roku od startów w Skip Barber Eastern Regional Series. Z dorobkiem 133 punktów uplasował się na trzynastej pozycji w klasyfikacji generalnej. W późniejszych latach Amerykanin pojawiał się także w stawce USF2000 National Championship, SCCA National Championship Runoffs Formula Continental, SCCA World Challenge, Formuły Renault 2.0 Fran-Am, IMSA GT3 Challenge, Grand American Rolex Series, American Le Mans Series, FIA GT Championship, 24-godzinnego wyścigu Le Mans, Blancpain Endurance Series, Intercontinental Le Mans Cup, Pirelli World Challenge oraz United Sports Car Championship.

## Wyniki w 24h Le Mans
| Rok  | Zespół                 | Partnerzy                                           | Samochód                    | Klasa   | Okr. | Poz. | Klasa Pos. |
| ---- | ---------------------- | --------------------------------------------------- | --------------------------- | ------- | ---- | ---- | ---------- |
| 2010 | JMW Motorsport         | Rob Bell Tim Sugden                                 | Aston Martin V8 Vantage GT2 | GT2     | 71   | NU   | NU         |
| 2011 | Team Felbermayr-Proton | Nick Tandy Abd al-Aziz ibn Turki al-Fajsal Al Su’ud | Porsche 997 GT3-RSR         | GTE Pro | 169  | NU   | NU         |